# マルハシ
マルハシ（Marhaši シュメール語：Mar-ḫa-šiKI 𒈥𒄩𒅆𒆠 早期の記録ではWaraḫše。アッカド語：Parahshum 𒁀𒊏𒄴𒋧𒆠）は紀元前3千年紀の国。イラン高原のエラムからさらに東に位置する。メソポタミアの諸記録から知られているが、正確な場所は特定されていない。一部の学者はそれをジーロフトと結び付けている。フランクフルトとトランブレイは、アッカド語の文書と考古学的証拠に基づいて、マルハシ王国と古代マルギアナ王国を特定できたとしている。

## 歴史
アダブの王、ルガル・アンヌ・ムンヅの治世を記述した紀元前24世紀の碑文では、彼の帝国に含まれる7つの国の中でエラムやグティなどとともにマルハシにも言及している： 「杉の山、エラム、マルハシ、グティ、アムル、スバルツ、スチウムまたはエアンナ山」

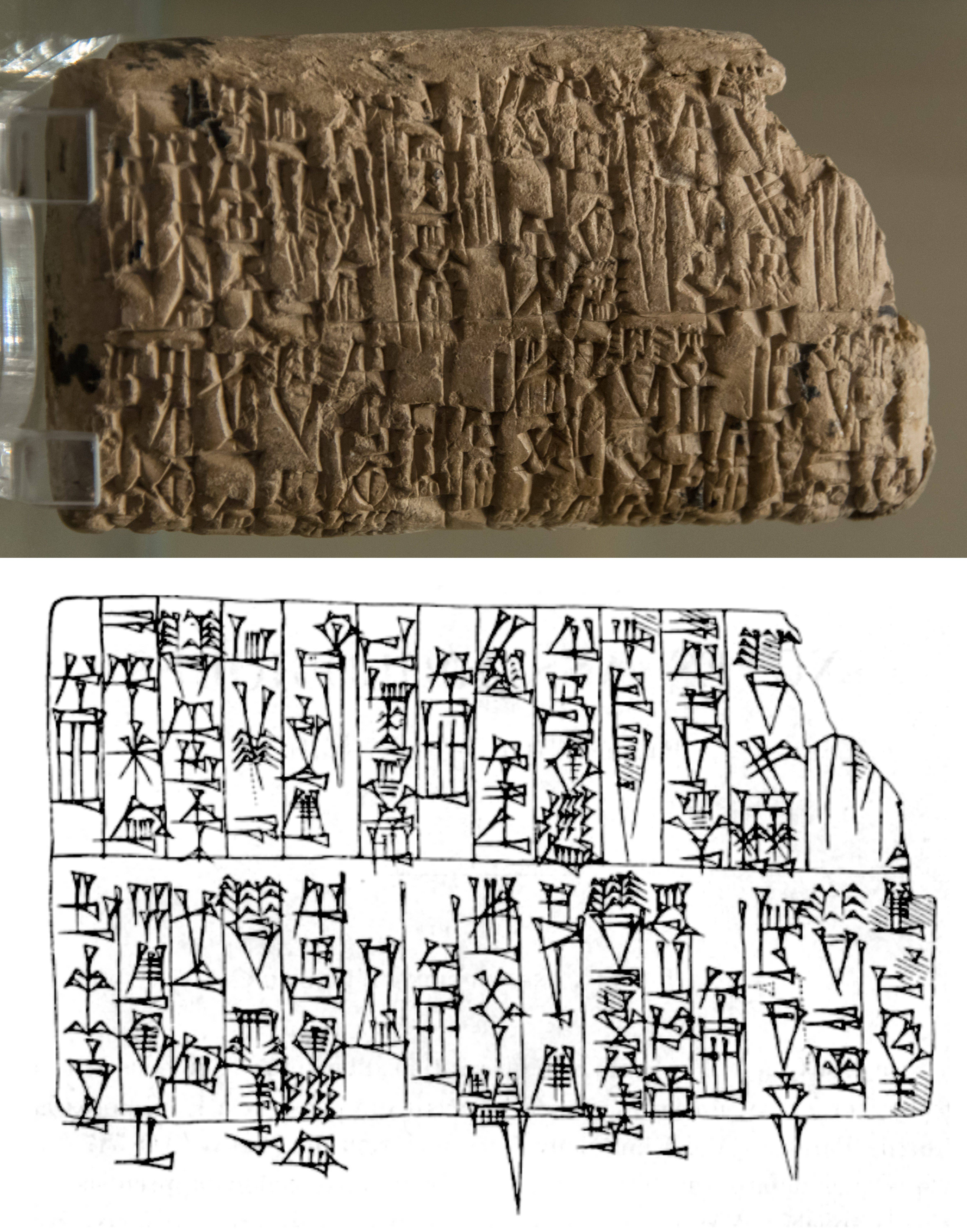
マルハシ王アバルガマシュ（Abalgamash）とエラム諸都市に対するアッカド王リムシュの勝利の記述。ルーヴル美術館AO5476。いくつかの碑文では、リムシュがシュメールから遙か東方で、メルーハ（インダス文明か）の軍勢すら撃破して、エラムとマルハシを征服したと書かれている

同じ碑文には、反旗を翻した13人の族長たちを率いていたマルハシの太守（ensi ）ミギル・エンリルと王が対決したことも記録されている 。
また、エラムのアワン王朝の諸王とシュメールの諸王が、イラン高原のエラム付近にあると思われるワラシェ（マルハシ）王国の持つ、貴重な品々（特に貴石類が特筆される）に溢れた市場を掌握しようと争ったことも記録されている。
アッカド帝国の時代、パラシュム（シュメール語でのマルハシ）はサルゴン大王によって征服された。パラシュムの王アバルガマシュ（Abalgamash）と将軍シドガウは、アワン王ルーイシャンと共同でアッカド王リムシュに対して反乱を起こしたが失敗した。一方、アワン王ヒゼプラテプとワラシェの同盟は、アッカド王ナラム・シンに敗れた 。
ウル第三王朝の王シュルギは治世18年目に自身の娘ナイリミダシュNialimmidashuをマルハシ王Libanukshabashに嫁がせて、同盟関係を築こうとした。しかしこれは短命な試みに終わった。シュルギの後継王アマル・シンは、新たなマルハシ王Arwilukpiに対して軍事遠征を行ったことが記録されている。
バビロニア王ハンムラビの治世30年目は次のように命名されている。
「マルドゥクの寵愛を受けし強盛なる王ハンムラビが、大いなる神々の至高の力とともに、マルハシ、スバルツ、グティ、Tupliash（エシュヌンナ）、マルギウムなど諸国中より数多集められしエラムの軍勢を、一度の遠征で打ち負かし、もってシュメールとアッカドの地を安んじた年」

## マルハシの支配者
碑文から知られている主な支配者は次のとおり 紀元前2550年頃–
1. ミギレンリル（英語版）（紀元前2550年頃）
2. （無名の王）（紀元前2325年頃）
3. アバルガマシュ（英語版）（紀元前2316年から2312年頃）は、アッカド王リムシュに対して反乱を起こした）
4. Hubshumkibi（紀元前2270年頃。アッカド王ナラム・シンと同時代）
5. （無名の王）（紀元前2080年頃）
6. Hashibatal （紀元前2070年頃。ウル王シュルギと同時代）
7. Arvilukpi（紀元前2050年頃、ウル王アマル・シンと同時代）
8. Pariashum 紀元前2045年頃、ウル王アマル・シンと同時代）
9. リバヌグシャバシュ（英語版） （紀元前2044–2033年頃）
10. Mashhundahli（紀元前2020年頃。ウル王イビ・シンと同時代）

## 遺物

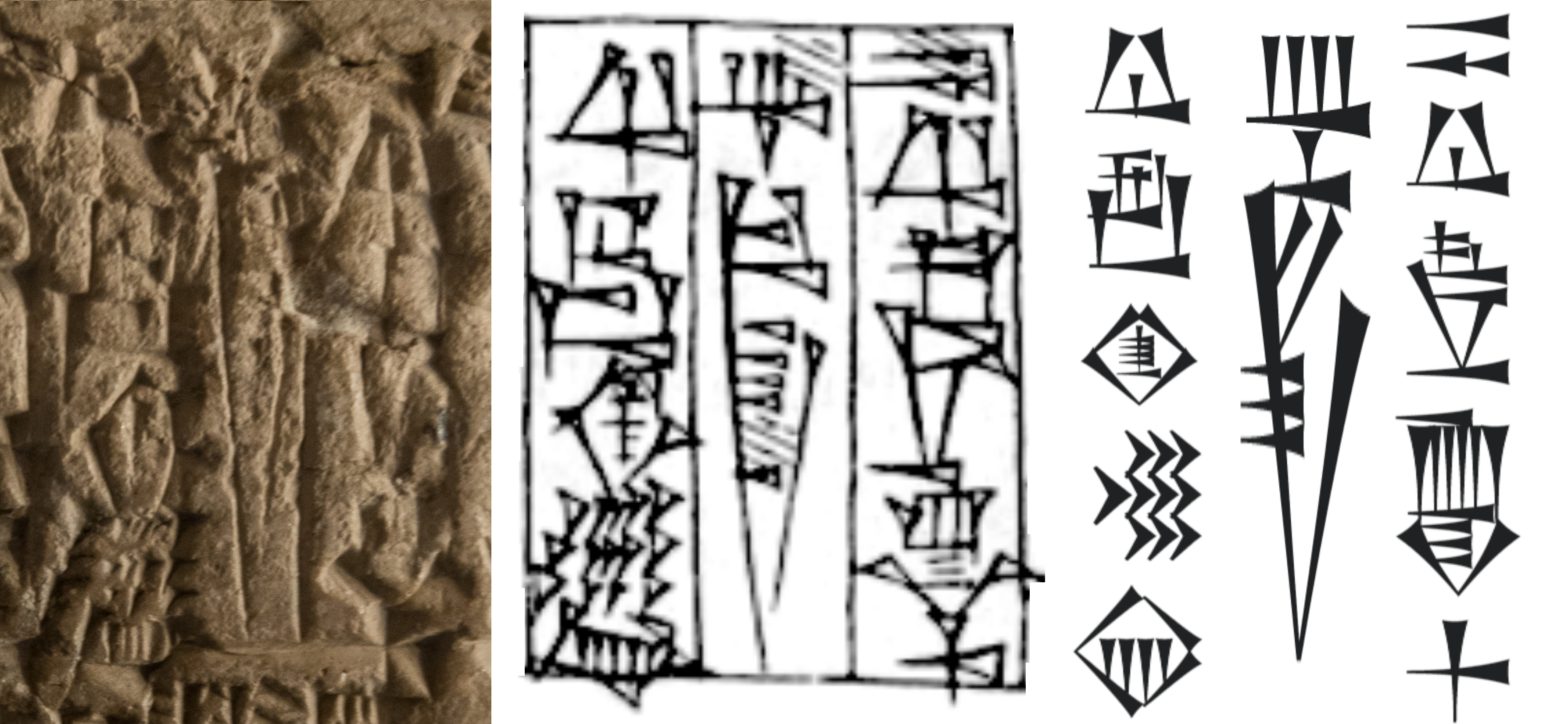
リムシュの碑文（ルーヴル美術館、AO 5476）の1つにある「マルハシの王アバルガマシュ」（ 𒀀𒁀𒀠𒂵𒈦 𒈗 𒁀𒊏𒄴𒋳𒆠）
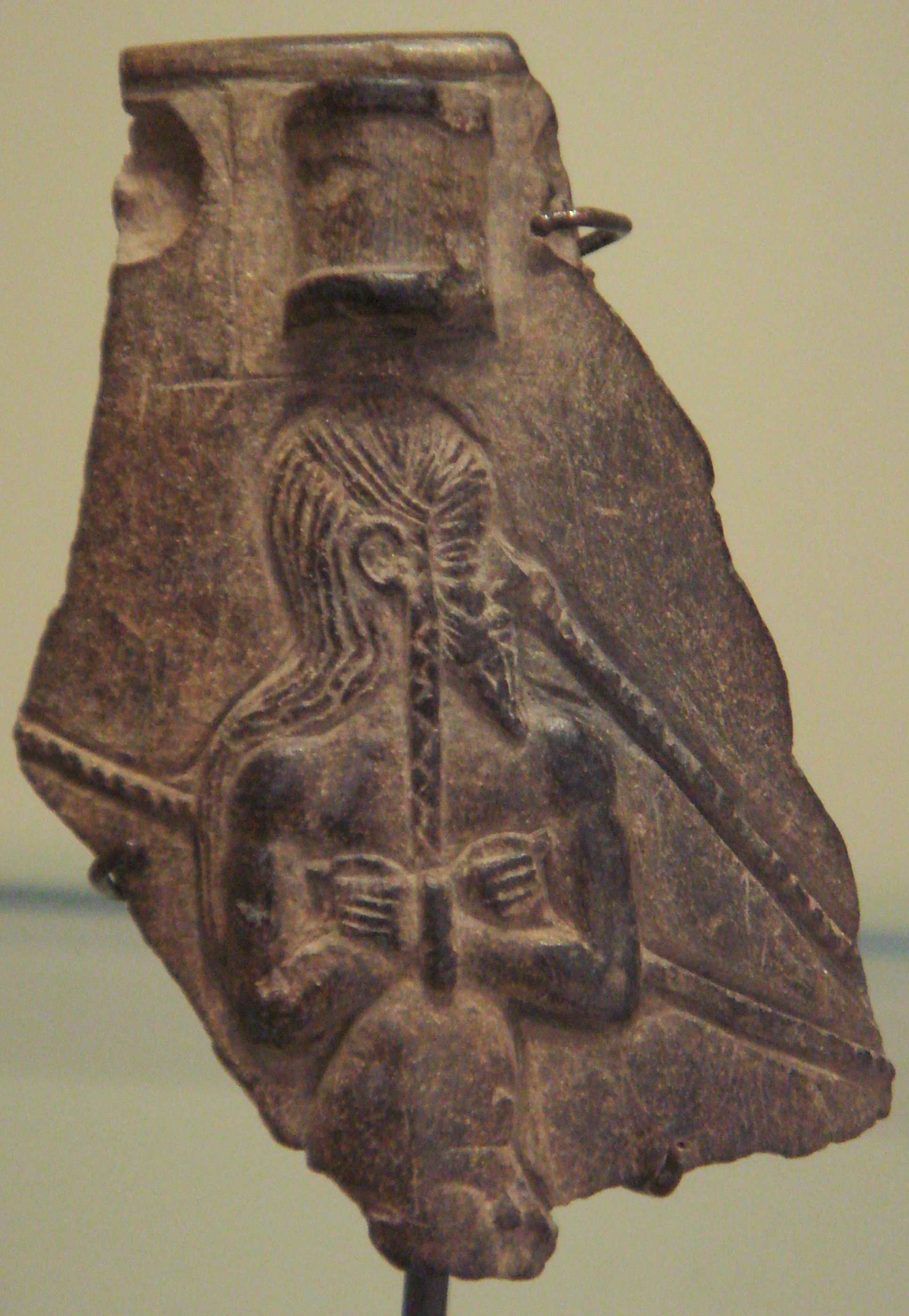
アッカド帝国の捕虜。裸体、束縛、鼻ピアスと、先のとがったあごひげと縦編みで描かれている。おそらくワルカ（古代ウルク）の花瓶の断片。典型的なマルハシ人の描写と考えられている [13]紀元前2350年-2000年、ルーヴル美術館AO5683
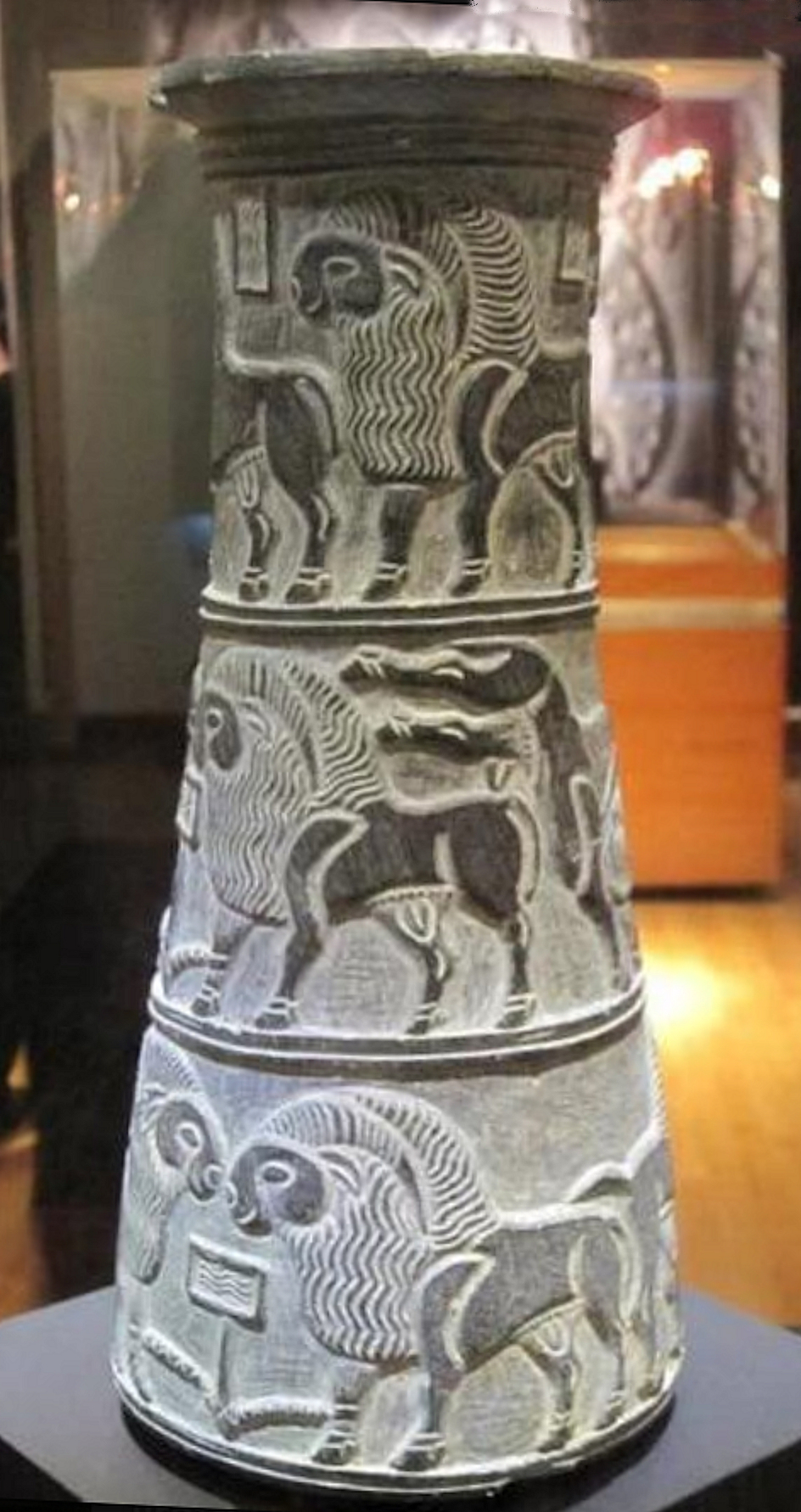
ジーロフトの地域とジーロフト文化は、マルハシ王国のものである可能性がある